# Miklós Páncsics
Miklós Páncsics (ur. 4 lutego 1944 w Garze, zm. 7 sierpnia 2007 w Budapeszcie) – węgierski piłkarz grający na pozycji obrońcy.
Był zawodnikiem Ferencvarosu Budapeszt, z którym między innymi trzykrotnie zdobył mistrzostwo kraju w latach 1964, 1967 i 1968 oraz Puchar Węgier w 1972 r. Członek kadry narodowej Węgier, w której rozegrał 37 spotkań, w tym na igrzyskach olimpijskich w Meksyku z 1968 r., gdzie Węgrzy zdobyli mistrzostwo, oraz igrzyskach olimpijskich w Monachium z 1972 r., gdzie po porażce z Polakami, drużyna węgierska zdobyła srebrny medal.